# سال ولکانو
سال ولکانو (انگلیسی: Sal Vulcano؛ زادهٔ ۶ نوامبر ۱۹۷۶) بازیگر تلویزیون اهل ایالات متحده آمریکا است. وی از سال ۱۹۹۸ میلادی تاکنون مشغول فعالیت بوده است. او یکی از اعضای گروه کمدی The Tenderloins است که شامل خودش، جیمز موری، برایان کوئین و قبلاً جو گاتو می‌باشد. همراه با سایر اعضای گروه The Tenderloins، او در مجموعه تلویزیونی شوخی‌های غیرمعمول که اولین بار در سال ۲۰۱۱ از شبکه TruTV پخش شد، بازی می‌کند.
او در استتن آیلند به دنیا آمد و اصالتی ایتالیایی، کوبایی و پورتوریکویی دارد. ولکانو در دبیرستان Monsignor Farrell تحصیل  و همراه با گاتو، موری و کوئین عضو باشگاه بداهه‌گویی دبیرستانش بود. او در سال ۱۹۹۸ مدرک کارشناسی خود را در رشته مالی از دانشگاه سنت جان دریافت کرد.